# Kvinnor som älska
Kvinnor som älska (Tidens originalutgåva 1936) eller Kvinnor som älskar (Modernistas nyutgåva 2022) (originaltitel Women in Love) är en roman av D.H. Lawrence. Den är en fortsättning på Regnbågen från 1915 och följer karaktären Ursula Brangewen från den och hennes syster Gudrun som inleder varsitt förhållande med vännerna Rupert och Gerald och hur dessa förhållanden utvecklas till varandras motsatser där Ursula och Ruperts välfungerande förhållande kontrasteras mot Gudrun och Geralds destruktiva.
Efter att ha haft stora problem med utgivningen av den föregående boken Regnbågen hade Lawrence svårt att få ett förlag att ge ut boken. Trots att han hade den i stort sett färdigskriven 1917 kom den först ut på ett litet amerikanskt förlag 1920 och i England först 1921.
Boken har legat till grund för filmen När kvinnor älskar av Ken Russell och tillsammans med Regnbågen för en miniserie av BBC från 2011 som också heter Women in love.